# Hèlice (filla de Selí)
Segons la mitologia grega, Hèlice (en grec antic Έλίκη) va ser una filla de Selí, rei d'Acaia. Es va casar amb Ió, l'heroi fill de Creüsa i de Xutos (o d'Apol·lo). Hèlice i Ió van tenir una filla, Bura. Ió va succeir Selí al tron, i va fundar la ciutat d'Hèlice en honor de la seva dona.